# Урсинув
Урсинув (пол. Ursynów) — один з 18 районів Варшави. Територія сьогоднішнього району Урсинув була включена до Варшави в 1951 році. Розташований в південно-західній частині міста. Площа Ursynów складає 44,6 км². Бурмістр району — Роберт Кемпа.
Третій за величиною район Варшави (8,6 % від загальної площі міста).
Кількість населення 149 775 (станом на 1 січня 2024), 1/3 мешканців району має вищу освіту. Більшість населення — професійно активна молодь. Понад 25 відсотків жителів Урсинува — це діти та молодь до 18 років, і лише 7 відсотків — пенсіонери. В Урсинові є понад 15 000 суб'єктів господарювання.
Урсинув — динамічний у своєму розвитку і розбудові район Варшавської агломерації, і характер його розвитку різноманітний. У східній частині, яка називається «Ursynów Wysoki» у 70-х роках розпочалося будівництво садиб-гігантів — спальних районів міста. Вони обмежені з півдня мальовничими ділянками Кабацького лісу, який має статус ландшафтного заповідника. Ліс Кабацький займає площу 920 га і має статус природного заповідника, є доступний для всіх. Західна частина району складається з невеликого торгового, сервісного та промислового району і називається «Zielony Ursynów».
Протягом багатьох років Ursynów Wysoki був, перш за все, величезним спальним районом, тоді як Zielony Ursynów не без підстав називали сільськогосподарським районом. Наразі Zielony Ursynów перетворюється на дачний район.
Урсинув постійно розвивається, розширюється і перетворюється на жваву частину великого мегаполісу. Близько 1/4 нових квартир Варшави будується на Урсинові. Це пов'язано з дуже великою площею вільних земель, привабливим розташуванням та дуже гарним зв'язком із центром Варшави, включаючи лінію метро.
Українці в мікрорайоні Ursynów
За інформацією, яку подає газета Nasze Miasto
98 — приписані на постійній основі
892 — приписані тимчасово

## Світлини

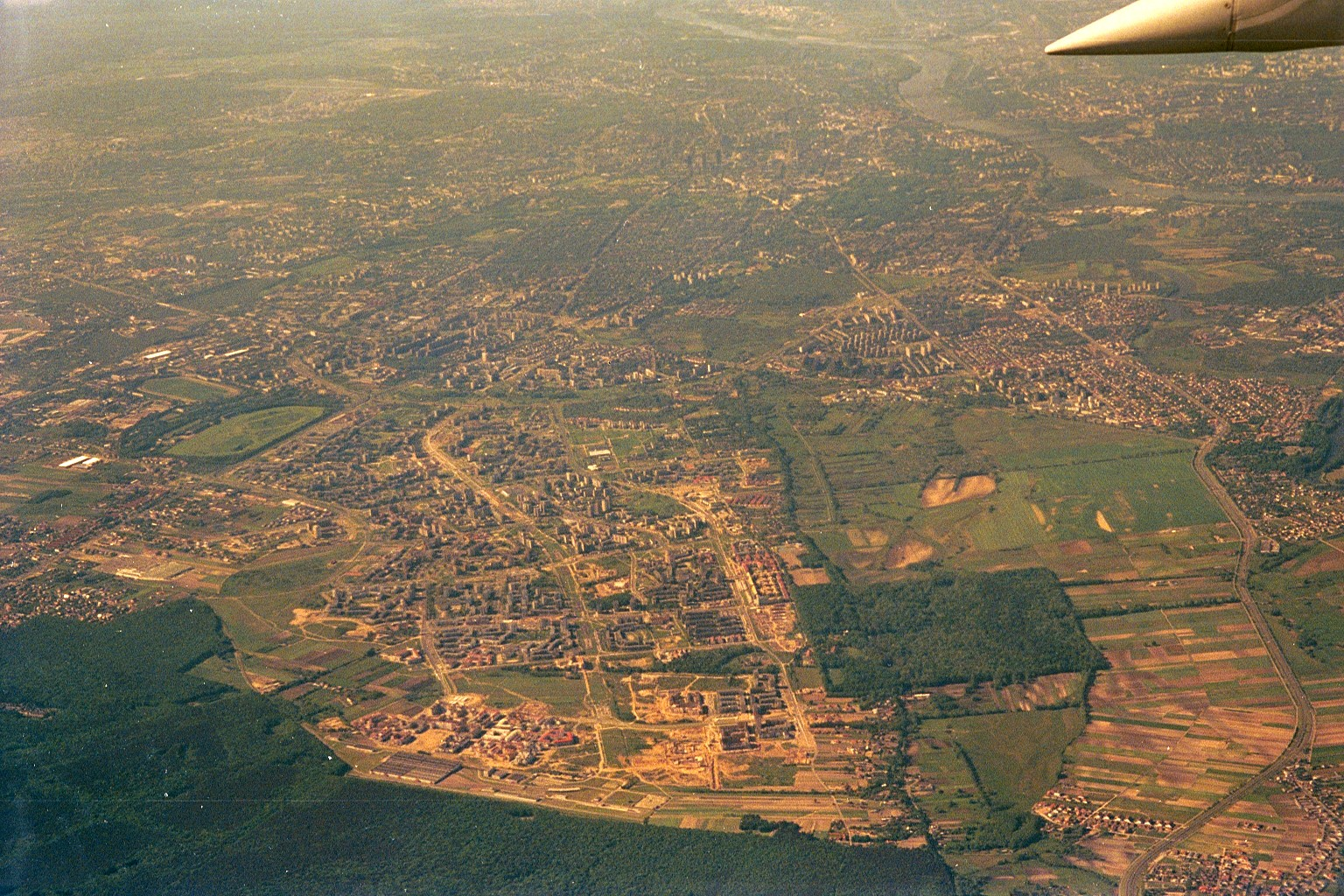
Панорама району
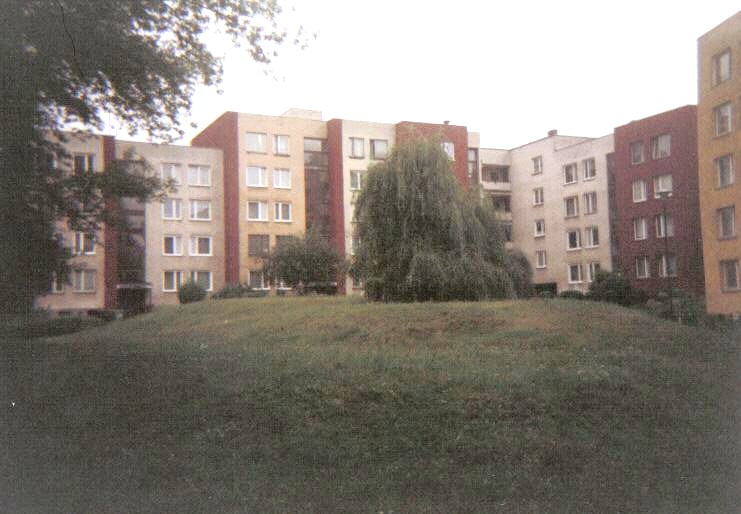
Типова забудова
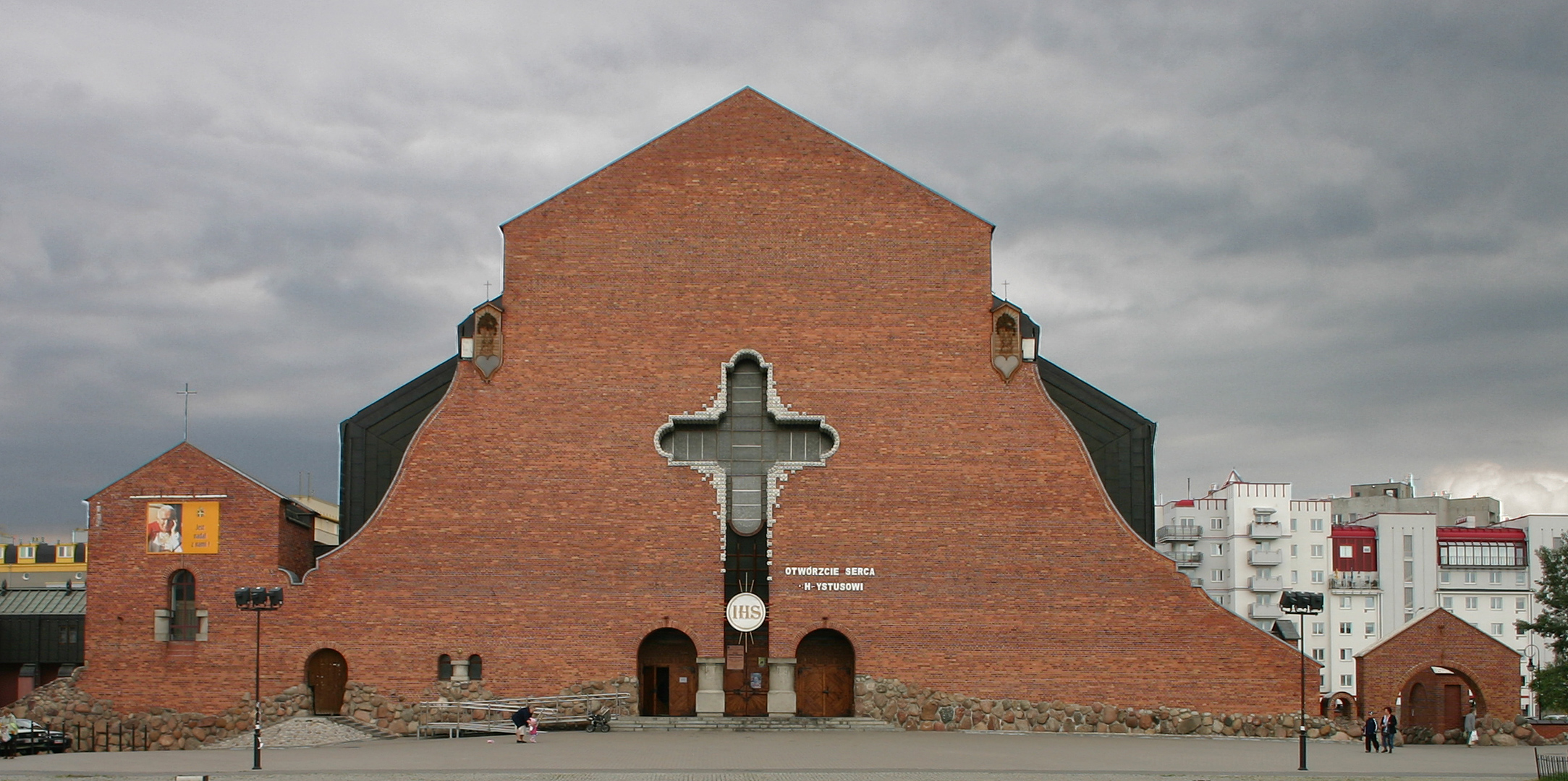
Костел, що знаходиться в Урсинуві